# Pantyeny
Sejemra Jutauy Pantyeny también conocido como Pantjeny, Penthen, Pantini, Pentini fue un faraón egipcio del Segundo periodo intermedio. De acuerdo con los egiptólogos Kim Ryholt y Darell Baker, fue uno de los reyes de la Dinastía de Abidos, aunque no determinan su lugar dentro de la misma. Alternativamente, Pantyeny podría ser un rey del final de la dinastía XVI.
De acuerdo con Jürgen von Beckerath, Pantyeny debe ser identificado con Sejemra Jutauy Jabau, a quien ve como el tercer rey de la dinastía XIII.

## Evidencia
Pantyeny es conocido por una única estela de roca caliza "de una excepcionalmente tosca calidad" encontrada en Abidos por Flinders Petrie. La misma está dedicada al hijo del rey, Dyehuty-aa ("Tot es grande"), y a su hija, Hotepneferu y se encuentra actualmente en exhibición en el Museo Británico bajo el número de catálogo BM EA 630. La estela fue realizada en un taller que funcionó en Abidos; otras, realizadas en ese mismo taller, pertenecen a los reyes Rahotep y Upuautemsaf, por lo que se supone que estos tres reyes gobernaron muy cercanos en el tiempo.

## Dinastía
En su estudio sobre el Segundo período intermedio, Kim Ryholt profundiza la idea originalmente propuesta por Detlef Franke de que, con el colapso de la dinastía XIII producido tras la conquista de Menfis por los hicsos, un reino independiente con sede en Abidos se levantó en el Egipto medio. El concepto de Dinastía de Abidos designa entonces a un grupo de reyezuelos locales que reinaron por un breve período de tiempo en el Egipto central. Ryholt señala que un único hallazgo de Abidos confirma a Pantyeny y que, además, su nombre significa "Él de Tinis", una importante ciudad unos pocos kilómetros al norte de Abidos. Por lo tanto, concluye que Pantyeny muy probablemente gobernó en Abidos y que pertenece a la dinastía homónima. Como tal, habría gobernado sobre partes de Egipto central y habría sido contemporáneo de las dinastías XV y XVI.
El egiptólogo Marcel Marée rechaza la hipótesis de Ryholt y, en su lugar, sostiene que Pantyeny es un rey del final de la dinastía XVI. Sin duda, Marée nota que el taller que produjo la estela de Upuautemsaf es también responsable de la producción de las estelas de Pantyeny y Rahotep, este último frecuentemente asignado al comienzo de la dinastía XVII. A partir de esto, Marée concluye que Rahotep, Pantyeny y Upuautemsaf reinaron muy cercanos en el tiempo. Este razonamiento también descarta la existencia de una Dinastía de Abidos circa de 1650 a. C.

## Titulatura
| Titulatura | Jeroglífico | Transliteración (transcripción) - traducción - (referencias) |

| G5 |

| G5 |

| N28 | G30 |

| N28 | G30 |

| N28 | G30 |

| N28 | G30 |

| G5 |

| G5 |

| N28 | G30 |

| N28 | G30 |

| N28 | G30 |

| N28 | G30 |

| ra | sxm | D43 · N19 |

| ra | sxm | D43 · N19 |

| ra | sxm | D43 · N19 |

| ra | sxm | D43 · N19 |

| ra | sxm | D43 · N19 |

| ra | sxm | D43 · N19 |

| ra | sxm | D43 · N19 |

| ra | sxm | D43 · N19 |

| ra | sxm | D43 · N19 |

| ra | sxm | D43 · N19 |

| ra | sxm | D43 · N19 |

| ra | sxm | D43 · N19 |

| ra | sxm | D43 · N19 |

| ra | sxm | D43 · N19 |

| ra | sxm | D43 · N19 |

| ra | sxm | D43 · N19 |

| p · n | T · n | T14 | pA |

| p · n | T · n | T14 | pA |

| p · n | T · n | T14 | pA |

| p · n | T · n | T14 | pA |

| p · n | T · n | T14 | pA |

| p · n | T · n | T14 | pA |

| p · n | T · n | T14 | pA |

| p · n | T · n | T14 | pA |

| p · n | T · n | T14 | pA |

| p · n | T · n | T14 | pA |

| p · n | T · n | T14 | pA |

| p · n | T · n | T14 | pA |

| p · n | T · n | T14 | pA |

| p · n | T · n | T14 | pA |

| p · n | T · n | T14 | pA |

| p · n | T · n | T14 | pA |